# Узуев, Магомед Яхъяевич
Магоме́д Яхъя́евич Узу́ев (1917, Итум-Кали — 22 июня 1941, Брестская крепость) — чеченец, старший сержант РККА, участник Великой Отечественной войны, заместитель командира учебного взвода 333-го стрелкового полка 6-й стрелковой Орловской Краснознамённой дивизии, Герой Российской Федерации (1996 год, посмертно).

## Биография
Родился в 1917 году в селе Итум-Кали Чеченского округа Терской области (ныне Итум-Калинского района Чеченской Республики) в семье служащего. Окончил рабочий факультет Грозненского нефтяного института в 1937 году. Работал в Итум-Калинском райкоме ВКП(б).
В 1940 году начал службу в Красной Армии в Бресте, в 6-й стрелковой дивизии Белорусского Особого военного округа. Окончил полковую школу младшего командного состава. Был назначен заместителем командира учебного взвода 333-го стрелкового полка.
22 июня 1941 года началась Великая Отечественная война. Казармы 333-го полка находились у Тереспольских ворот в Цитадели. Полк одним из первых принял удар врага. В первый же день войны, когда немцы прорвались в крепость, он обвязал себя гранатами и бросился в гущу наступающих.
19 февраля 1996 года Магомеду Яхъяевичу Узуеву было присвоено звание Героя Российской Федерации (посмертно).

## Память
- Его имя увековечено на мемориале защитникам Брестской крепости.
- Заставе «Хачарой-Экх» Аргунского пограничного отряда присвоено имя Магомеда Узуева.
- Его именем названы улицы в Грозном и Итум-Кали.